# 二
二 est un idéogramme composé de 2 traits. Il signifie le chiffre deux. Il est notamment utilisé en tant que sinogramme et kanji.

## Transcription
C'est la transcription en hanyu pinyin du caractère chinois 二. Il se lit ニ (ni) ou ジ (ji) en lecture on et ふた.つ (futatsu) en lecture kun.

## Utilisation
Ce kanji est souvent utilisé comme un chiffre (voir 
一,
二,
三,
四,
五,
六,
七,
八,
九,
十,
百,
千,
万), il sert à compter en japonais.
Il est utilisé aussi dans les noms de mois en japonais avec le kanji 月 (à consulter pour plus d'informations).
En tant que kanji, Il fait partie des kyōiku kanji et est étudié en 1re année.